# トマス・ウェッジウッド

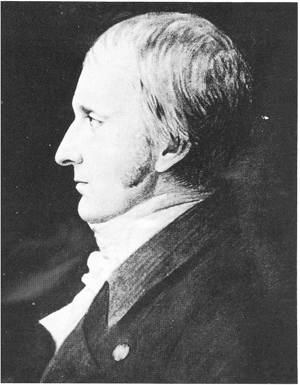
Thomas Wedgwood

トマス・ウェッジウッド（Thomas Wedgwood 、1771年5月14日 - 1805年7月10日）は、イギリスの陶芸家でウェッジウッドの創業者ジョサイア・ウェッジウッドの息子で、写真史において初期の実験者のひとりとして広く知られる人物。
ウェッジウッドは、感光性がある化学物質を塗布した材料にカメラ・オブスクラで捉えた像を投影し、そこから永続的な画像を作ることを着想した、確認される限りでは最初の人物である。ウェッジウッドが行なった実際の実験では、すぐに消え去らない像としてはフォトグラム状の影しか捉えることはできなかったが、彼の着想は大きな突破口となり、部分的には成功したと見なせることもあって、写真史研究者の中にはウェッジウッドを「最初の写真家」と呼ぶ者もいる。

## 生涯
トマス・ウェッジウッドは、後にストーク＝オン＝トレントに編入された、イングランド中部スタッフォードシャー州エトルリア（Etruria ）に生まれた。
ウェッジウッドの家系は、代々製陶業に従事しており、エトルリアで育ち、教育を受けたウェッジウッドは、幼い時から芸術への愛好心を植え付けられていた。ウェッジウッドは、その短い生涯の大部分にわたって画家、彫刻家、詩人たちと交わり、1795年に父の築いた富を相続してからは、パトロンとしての援助も行なった。
青年期のウェッジウッドは、児童教育の最も優れた手法は何かという問題に興味を傾け、幼児の研究に没頭した。ウェッジウッドは自らの観察から、幼い脳が吸収する情報の大部分は視覚に由来しており、光や映像と関わっている、という結論を導いた。
ウェッジウッドは、結婚せず、子どももいなかった。ウェッジウッドの伝記作家の記すところによると、「残された書簡類や、一家の口伝からも、彼が交際するサークルの外で、誰か女性と親密であったことを示唆するものはなく (neither his extant letters nor family tradition tell us of his caring for any woman outside the circle of his relations )」、ウェッジウッドは、音楽的才能のある感性の高い若い男性たちに「強く惹かれて (strongly attracted )」いたという。
ウェッジウッドは、子どものときから健康に優れず、成人してもしばしば倒れることがあったが、最期はドーセット州において、34歳で没した。

## 写真術の先駆者
ウェッジウッドは、信頼に足る証拠がある事例としては最初に、感光性がある化学物質を用いて、シルエット像を、紙などの保存性がある媒体に定着させた人物であり、カメラ・オブスクラで捉えた像を撮影しようと試みたことが伝わる最初の人物である。
最初の写真撮影実験がいつ行なわれたのかは分かっていないが、ウェッジウッドは、1800年より前の段階から、間接的にジェームズ・ワット (1736年 – 1819年) から、実際的な詳細にわたる助言を得ていたものと思われている。書かれた年代については1790年とも、1791年、1799年などともいわれるジョサイア・ウェッジウッド宛てのワットの書簡には、
拝啓、銀画（the Silver Pictures  ）についてのご指導ありがとうございます。これにつきましては、後ほど、自分でも実験をしてみます...

Dear Sir, I thank you for your instructions as to the Silver Pictures, about which, when at home, I will make some experiments...
とある。
トマス・ウェッジウッドは、おそらく化学的知識について自分の家庭教師であったアレクサンダー・チゾム（Alexander Chisholm ）やルナー・ソサエティの会員たちから受けた助言に従って、硝酸銀を塗布した紙や白い革を数多くの実験に用いていた。その結果、革の方がより感光性が高い事が明らかになった。ウェッジウッドの当初の目標は、カメラ・オブスクラを用いて現実世界の風景を捉えることであったが、一連の試みは成功しなかった。しかし、ウェッジウッドは、太陽光を直接当て、処置を施した表面に物のシルエット像を写し取ることや、太陽光が、ガラスに描かれた絵を通過して投じる影を写し取ることには成功した。いずれの場合も、陽に照らされた部分はたちまち黒変し、影になった部分はそうならなかった。
ウェッジウッドは、慢性的な体調不良を抱えて訪れたブリストルの気体研究所 (the Pneumatic Institute ) で、若き化学者ハンフリー・デービー（1778年 - 1829年）と知り合った。デービーは、友人となったウェッジウッドの仕事を書き留め、1902年に「塩化銀に当てる光の作用によって、ガラスに描かれた絵を複製する方法、および、プロフィールを作成する方法の説明：T・ウェッジウッドによる発明 (An Account of a Method of Copying Paintings upon Glass, and of Making Profiles, by the Agency of Light upon Nitrate of Silver. Invented by T. Wedgwood, Esq.)」と題した論文に仕上げて、ロンドンの『Journal of the Royal Institution 』誌に発表した。この論文は、ウェッジウッドの手法と成果について詳細に記述しており、さらにデービー自身による応用の報告も盛り込まれていた。当時の王立研究所（Royal Institution ）は、今日のような権威ある組織ではなく、その『Journal』は、
この誕生したばかりの組織の会員に時々送られる小さな論文冊子で、何がなされたかを知らせるものであったが...発行されたのは1巻のみで、永続きはしなかった。デービーの説明が研究会などで取り上げられて検討された形跡はなく、あるいはそのような機会があったとしても、ごく少数の会員や雑誌購読者たちが集っていただけであり、そのうち科学者といえる人々はごく一部でしかなかったはずである。
それでも、1802年の論文とウェッジウッドの成果は、後年の研究（Batchen, 228）が示したように、極めて広く知られ、1803年には早くも化学の教科書で言及されたほどで、写真術へ大挙参入しつつあった他の化学者たちや諸分野の科学者たちに直接的な影響を与えた。後に、写真術の先駆者の一人であるウィリアム・ヘンリー・フォックス・タルボットの親友となったデイヴィッド・ブリュースター（David Brewster ）は、この論文についての論評を『Edinburgh Magazine』誌1802年12月号に寄稿した。論文はフランス語に翻訳され、さらに1811年にはドイツでも印刷された。ジョセフ・バンクロフト・リード（Joseph Bancroft Reade ）による1839年の業績は、ウェッジウッドが、革を使う場合により早い反応が見られると記述したことに、直接的な影響を受けていた。リードは、革の染色に用いられていた薬剤で紙を処理しようと試み、そのように処理された紙は、より急速に黒変が進むことを発見した。後に、特許をめぐる訴訟の中で証明されたように、リードの発見は知人を介してタルボットに伝えられた。
しかし、ウェッジウッドは、得られた画像を「定着」させること、それ以上の光への反応を起こさないようにすることは、できなかった。まったく光がない闇に置かれ続けない限り、画像は、ゆっくりとではあったが確実に全体が黒変してゆき、結局は画像を破壊してしまうことになった。1802年の論文でデービーは、画像について次のように記している。
撮影された後、直ちに、暗い所に保存しておかなければならない。日陰であれば画像を見ることもできるが、その時間は数分以内に限られてしまう。通常は、急激な黒変を引き起こさない、ロウソクやランプの灯りを用いる。

"immediately after being taken, must be kept in some obscure place. It may indeed be examined in the shade, but in this case the exposure should be only for a few minutes; by the light of candles and lamps, as commonly employed, it is not sensibly affected."
定着はできなかったが、こうした画像は、例えば、大きな本のページの間にしっかりと挿み、完全な闇の中で、空気への暴露などの悪影響から守られれば、ある程度の期間まで保存することができた。
1830年代半ばから後半にかけて、ウィリアム・ヘンリー・フォックス・タルボットも、ルイ・ダゲールも、それぞれの方法で生み出された画像を化学的に安定させ、その後の光への暴露に対して比較的反応しにくくなる手法を見出していた。1839年、ジョン・ハーシェルは、ソーダ（ナトリウム化合物）の次亜硫酸塩（hyposulphite 、チオ硫酸ナトリウムのことであるが、かつての誤った呼称から、現在もハイポと通称される）を用いて、ハロゲン化銀を水溶液中に溶解させられることをすでに発見していた、と公表した。これによって、画像の上に残された感光物質である硝酸銀を洗い流し、写真を本当の意味で「定着」させることが可能になった。
1885年、初期の写真史家サミュエル・ハイリー（Samuel Highley ）は、1790年ころに遡る、ウェッジウッドによるものと推測される、定着された初期撮影の写真を見たことがある、と述べた記事を公表した。しかし、この記事は、19世紀末にしばしば行なわれた、何十年も前の記憶や、疑わしい推測に基づいて述べられ、その後の検討によって、証明不能であったり、信頼できないことが示されたり、まったくの誤謬に基づくものであるとされた、写真術がより早い時期から成立していたと主張する諸説のひとつに過ぎない。
2008年、ウェッジウッドによる写真のひとつが公開され、オークションにかかるというニュースが広まった。モノの影を捉えた、現在ではフォトグラムと称されるこの写真は、木の葉のシルエットと、内部構造を写したもので、一角に「W」の文字が記されていた。元々この写真が誰の撮影によるのかは明らかにされていなかったが、その後、タルボットの専門家であるラリー・シャーフ（Larry Schaaf ）の論文でタルボットの撮影とする説が出されたが、オークションのカタログではこの説を排し、これはトマス・ウェッジウッドによるもので、1790年代に遡るのではないか、とする説明が記された。本物のウェッジウッドによる画像であれば、重要な歴史的遺物であり、収集家や博物館が、熱心に買い求めるものとなるはずで、オークションでは数百万ドル相当の高値がつくものと予想された。これをめぐって議論が巻き起こり、シャーフは、このような撮影者の推定は、まっとうな写真史家の間にも激しい論争があることを指摘した。オークション予定日の数日前に、この画像は取り下げられ、更に完全を期した分析にかけられることとなった。2013年4月現在、この画像についての新たな発見は何も公表されておらず、画像も公開されていない。

## コールリッジへの支援
ウェッジウッドは、詩人サミュエル・テイラー・コールリッジの友人であり、1798年には、コールリッジが哲学と詩作に没頭できるようにと、コールリッジのために年150ポンドが年金として支払われるよう手配をした。1803年に書かれた手紙によると、ウェッジウッドの依頼を受けたコールリッジは、慢性的な胃痛に悩まされていたウェッジウッドの症状を緩和するために、コールリッジは大麻を入手しようとしていた。